# Theophanu
Theophanu numită, de asemenea, Theophania, Theophana sau Theophano (în greacă Θεοφανώ Σκλήραινα Theophano Skleraina; n. 960 d.Hr., Constantinopol, Imperiul Roman de Răsărit – d. 15 iunie 991 d.Hr., Nijmegen, Gelderland, Țările de Jos) a fost soția împăratului Otto al II-lea.

## Familia

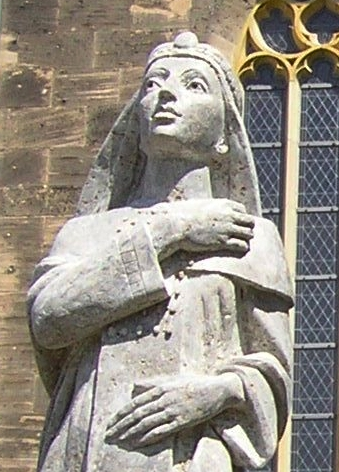
Theofano, statuie din Eschwege

Atunci când împăratul Otto I cel Mare a solicitat Imperiului Bizantin o prințesă în vederea căsătoriei cu fiul său, viitorul împărat Otto al II-lea, și pentru a pecetlui astfel un tratat între Imperiul romano-german și Bizanț. Inabila formulă de adresare folosită de papă la adresa împăratului de la Constantinopol, Nicefor al II-lea Focas, cea de „grec”, într-un moment în care la curtea bizantină se afla, ca ambasador al lui Otto, Liutprand de Cremona, adversar al Bizanțului, a dus la eșecul primelor negocieri. Odată cu urcarea pe tron a noului împărat, negocierile asupra căsătoriei au fost reluate. Theofano a sosit în imperiul romano-german cu mare pompă în 972, cu o escortă impozantă aducând cu sine o zestre impresionantă considerată o adevărată comoară. Cu toate acestea, potrivit cronicarului Thietmar de Merseburg, ea nu era tocmai virgo desiderata, scontata prințesă imperială. În cadrul contractului nupțial, ea este identificată ca fiind doar neptis (nepoata) împăratului Ioan I Tzimiskes. Totuși, Theofano avea o distincție nobiliară. Cercetarea modernă a stabilit că era fiica Sofiei Focaina, verișoară a lui Tzimiskes și nepoată a lui Nicefor al II-lea Focas, și a cumnatului lui Tzimiskes din prima sa căsătorie, Constantin Skleros.

## Căsătorie și descendenți
Theofano și Otto au fost căsătoriți de către papa Ioan al XIII-lea la data de 14 aprilie 972 la Bazilica Sfântul Petru din Roma și a fost încoronată ca împărăteasă în aceeași zi la Roma. Copiii rezultați din această căsătorie au fost:
- Sofia, abatesă de Gandersheim și Essen;
- Adelaida I de Quedlinburg, abatesă de Quedlinburg și Gandersheim;
- Matilda, căsătorită cu Ezzo de Lotharingia, conte palatin de Lotharingia;
- Otto al III-lea, împărat romano-german;
- o fiică, geamănă cu Otto al III-lea, a murit la puțină vreme după naștere.

## Viața ca împărăteasă
Theofano și-a însoțit bărbatul în toate călătoriile sale și a emis diplome în numele său proprie de împărăteasă. Este cunoscut că adesea s-a aflat pe poziții adverse față de soacra sa, Adelaida de Italia, fapt care a cauzat o îndepărtare a lui Otto al II-lea de mama sa. Potrivit lui Odilo, abate de Cluny, Adelaida ar fi fost foarte bucuroasă când „acea grecoaică” a murit.
Cronicarul Albert de Metz o desccrie pe Theofano ca fiind o prezență neplăcută. Ea a mai fost criticată pentru „decadența” manifestată prin băile zilnice, regulate și prin introducerea veșmintelor luxoase și a bijuteriilor costisitoare în imperiu. În seama ei este pusă introducerea furculiței în Europa de vest: cronicarii menționează uluirea pe care a produs-o atunci când „a folosit o furcă cu doi dinți de aur pentru a-și duce mâncarea la gură” în loc de a-și folosi degetele cum se obișnuia la acea vreme. Teologul Petru Damiani afirmă chiar implicarea ei într-o relație cu Ioan Filagathos, un călugăr grec care a fost pentru scurtă vreme antipapă sub numele Ioan al XVI-lea.

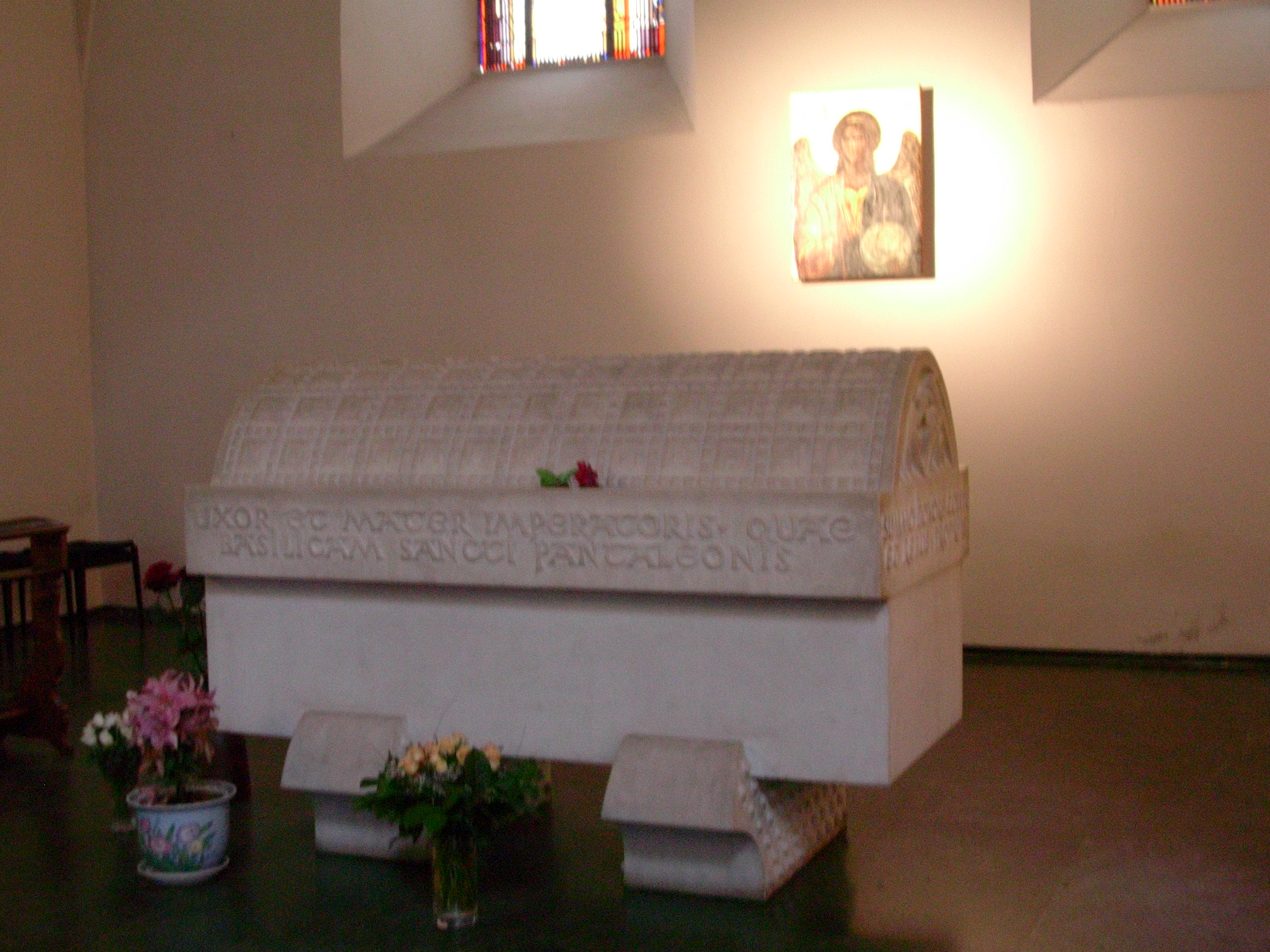
Sarcofagul împărătesei Theofano

Împăratul Otto al II-lea a murit pe neașteptate la 7 decembrie 983 și a fost înmormântat la Roma. De Crăciun în același an, Theofano a obținut încoronarea fiului ei de trei ani, sub numele de Otto al III-lea, ea devenind împărăteasă-regentă. Ducele de Bavaria, Henric al II-lea l-a luat pe Otto în primăvara lui 984, însă ulterior a fost nevoit să-l redea mamei sale. Având sprijinul arhiepiscopilor Willigis de Mainz și Hildebald de Worms, Theofano s-a menținut la guvernare până la moarte (în 991).
Ea a fost înmormântată în Biserica Sfântul Pantaleon din Köln. Cronicarul Thietmar de Merseburg a elogiat-o astfel: „Deși aparținea sexului slab, ea poseda prudență, încredere și bune maniere. În acest fel, ea a protejat cu vigilență de bărbat puterea regală a fiului ei, fiind prietenoasă cu toți cei cinstiți, dar de o superioritate înspăimântătoare față de cei rebeli”.
Dat fiind că Otto al III-lea era încă minor la moartea mamei sale, bunica sa, Adelaida de Italia, a preluat regența până când Otto a ajuns la vârsta potrivită de a conduce imperiul.